# Badische I b (alt)
Die Fahrzeuge der Gattung I b waren Lokomotiven der Großherzoglich Badischen Staatseisenbahnen. Sie waren Nachbauten der ersten sechs Maschinen der Gattung I a. Die von Emil Keßler gebaute Badenia war 1841 die erste in Baden gebaute Lokomotive und die erste von neun Maschinen dieser Gattung. Kessler baute diese Lok zusammen mit seinem Teilhaber Martiensen auf eigene Rechnung.
Sie wurde von ihm probeweise in Dienst gestellt.
Da sie dieselbe Leistung wie die englischen Vorbilder erreichte, wurde sie von der Staatsbahn übernommen.
Die Lokomotiven hatten den gleichen Kolbenhub wie die englischen Vorbilder und waren ebenfalls mit der Gabelsteuerung ausgestattet. Die Lokomotive OFFENBURG besaß ab Lieferung eine Capry-Steuerung. Die Loks hatten aber ein besseres Laufwerk durch nachstellbare Blattfedern und regulierbare mittlere Lager.  
Die letzte Lok dieser Gattung die EXPANSION Nr. 15 besaß eine Meyersche Doppelschwingsteuerung, einen größeren Zylinderdurchmesser von 381 mm sowie einen höheren Kesseldruck von 5,0 bar sowie 101 Heizrohre. Mit der größeren Heizfläche ging eine Leistungssteigerung einher.
Auf der Strecke zwischen Heidelberg und Wiesloch erreichte eine Lok mit 20 Wagen 54 km/h. Bei einer Schnellfahrt schaffte man 85 km/h.
Die ursprünglich für 1600 mm Breitspur gebauten Lokomotiven wurden 1854 auf Normalspur umgebaut. Dabei erhielten die Loks eine Capry-Steuerung, die CARLSRUHE und die PHOENIX eine Stephenson-Steuerung.
Die meisten Lokomotiven wurden 1863 ausgemustert. Nur die letzte wurde 1854 zu einer Tenderlokomotive umgebaut und blieb bis 1867 im Einsatz. Sie hatte einen Wasserkasteninhalt von 1,45 m³ und einen Kohlevorrat von 1,8 t.
Die Fahrzeuge besaßen einen Langkessel der Bauart Sharp. Der Stehkessel war halbrund überhöht. Auf dem vorderen Kesselschuss saß der Dampfdom mit Sicherheitsventil und Federwaage. Der Rahmen bestand aus zwei außenliegenden Futterrahmen sowie vier Plattenrahmen für die Dampfmaschine. Die EXPANSION hatte zwei Plattenrahmen.
Die Fahrzeuge waren mit einem Schlepptender der Bauart Kessler 2 T 5,4 oder 3 T 5,4 ausgestattet.